# الدوري الأوروغواياني لكرة القدم 1903
الدوري الأوروغواياني لكرة القدم 1903 (بالإسبانية: Campeonato Uruguayo de Primera División 1903)‏ هو الموسم 4 من الدوري الأوروغواياني لكرة القدم. أشرف على تنظيمه اتحاد أوروغواي لكرة القدم، وكان عدد الأندية المشاركة فيه 7، وفاز فيه ناسيونال مونتيفيديو.